# Таньпетер Карл Альфредович
Карл Альфредович Таньпетер (нар. 24 червня 1926, Нижній Новгород — пом. 2008) — український живописець; член Харківської організації Спілки радянських художників України з 1965 року.

## Біографія
Народився 24 червня 1926 року в місті Нижньому Новгороді (нині Росія). Протягом 1943—1948 років навчався у Харківському художньому училищі, у 1948—1955 у Харківському художньому інституті у Леоніда Чернова.
З 1976 року викладав у Харківському художньо-промисловому інституті. Жив у Харкові, в будинку на вулиці Ямській, № 61, потім в будинку на вулиці Ахсарова, № 13, квартира 563. Помер у 2008 році.

## Творчість
Працював у галузі станкового живопису. Створював пейзажі, портрети, натюрморти. Серед робіт:
- «Після бурану» (1957);
- «Тарас Шевченко серед казахів» (1961);
- «Пісня 1920-х років» (1965);
- «В степу» (1963);
- «Перші авіазагоги» (1967);
- «Комдив Яніс Фабриціус» (1968);
- «Володимир Ленін з червоними командирами» (1970);
- «Автопортрет» (1970);
- «Табун на Дінці» (1970);
- «Натюрморт» (1980);
- «Чорноморці» (1985);
- «Киргиз у білій шапці» (1985).

Брав участь у республіканських, всесоюзних і зарубіжних виставках з 1956 року. Персональні виставки проходили у Харкові у 1957 році та у киргизькому місті Таш-Кумирі у 1975 році.
Окремі роботи художника зберігаються у Національному художньому музеї України, Національному музеї «Київська картинна галерея», Харківському, Сумському, Дніпровському, Донецькому художніх музеях, Меморіальному музеї Миколи Пржевальського у місті Караколі, Державному музеї образотворчого мистецтва у Бішкеці, Музеї архітектури та побуту народів Нижегородського Поволжя у Нижньому Новгороді, а також у галерейних та приватних колекціях в Україні та за її межами.